# 대게
대게(Chionoecetes opilio, 영어: opilio crab 또는 opies)는 대게과에 속하는 게로, 경상북도 영덕군과 울진군에서 많이 발견되며 흔히 영덕게로 알려져 있다.
갑각은 나비 13~15cm, 둥근 삼각형으로 한국에서 나는 게 중 가장 크다. 다리가 길고 몸이 커서 맛이 좋으므로 중요한 수산자원이다. 이마에 솟은 돌기는 넓고 짧으며, 걷는다리의 마디는 납작하다. 일반적으로 수컷이 암컷보다 훨씬 크다.
한류성 게로 30~1.800m 깊이의 진흙 또는 모래바닥에서 산다. 한국·일본·캄차카반도·알래스카·그린란드 등지에 분포한다.

## 대게 요리
- 대게 찜
- 대게 라면

## 오해
대게는 다리가 대나무처럼 길고 마디가 있어 붙여진 이름이다. 그러나 '大'와 동음이의어이고 몸이 커서 '큰 게'로 오해하는 경우가 많다. 이름 때문에 세발낙지와 함께 종종 오해를 일으키곤 한다.

## 불법 포획
대게 중에는 알이 꽉 찬 대게가 있다. 그것은 바로 암컷 대게라고 한다. 경상도에서는 암컷 대게를 일명 '빵게'라고 부른다. 이름은 말 그대로 대게의 배 부분이 호빵처럼 둥근 모양의 배딱지를 가지고 있는 대게를 말한다. 암컷 대게는 5만 개의 알을 품고 있어서 연중 포획이 금지되어 있다. 또 체장 9센티미터 미만의 어린 대게도 연중 포획이 금지되어 있다. 그래서 암컷 대게와 어린 대게를 연중 포획하거나 소지, 가공, 유통, 판매할 경우 대게의 씨가 마르는 등의 자원 고갈의 원인이 된다. 암컷 대게와 어린 대게는 잡혔다면 바로 방류해야 한다. 그래서 암컷 대게와 어린 대게를 불법으로 포획하거나 소지, 보관, 가공, 유통, 판매한 경우 2년 이하의 징역 또는 2천만원 이하의 벌금을 물게 된다. 그래서 어족 자원을 보호하기 위하여 암컷 대게와 어린 대게는 잡지도 팔지도 사지도 먹지도 말아야 한다.

## 근연종
- 홍게(Chionoecetes japonicus)

## 갤러리

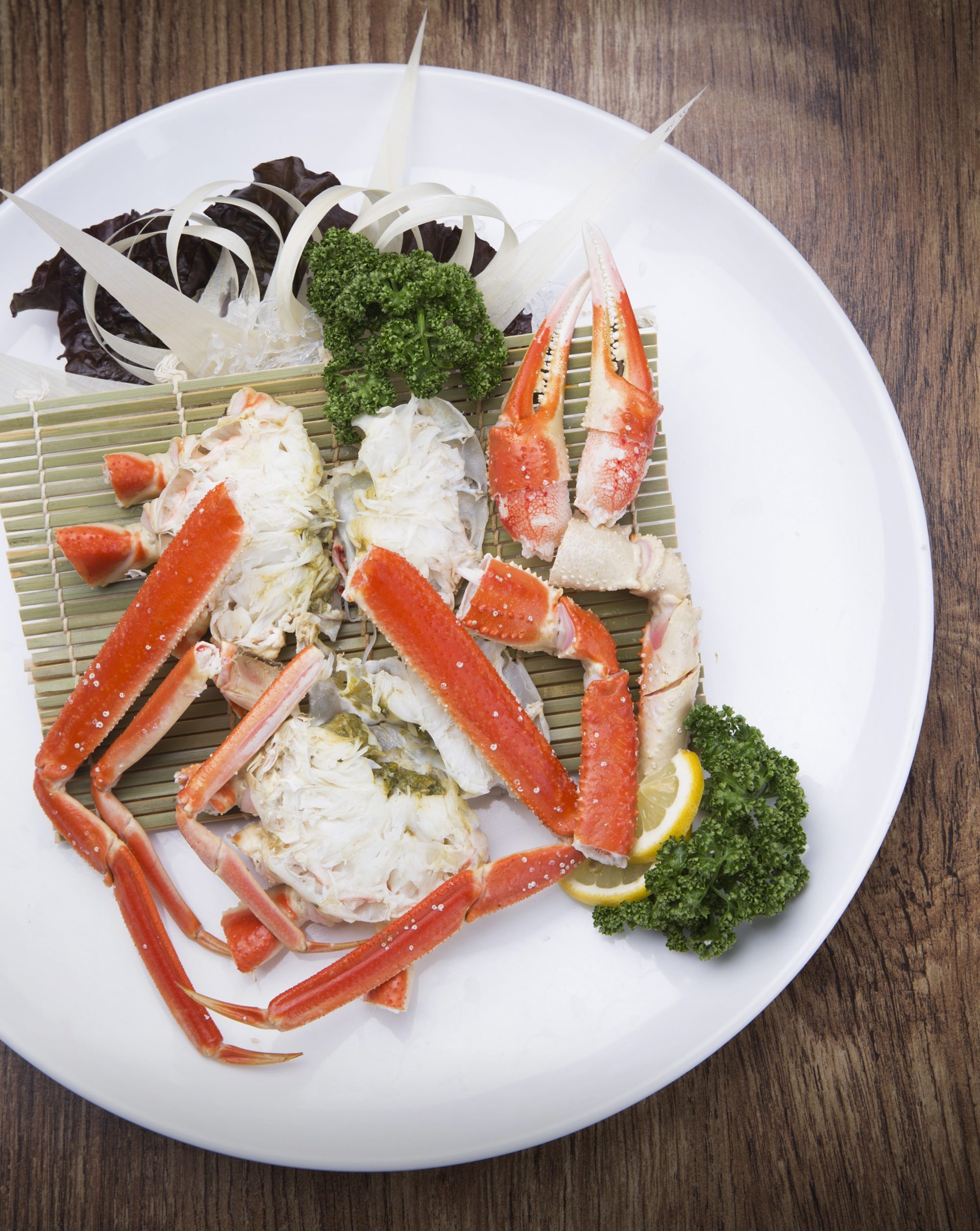
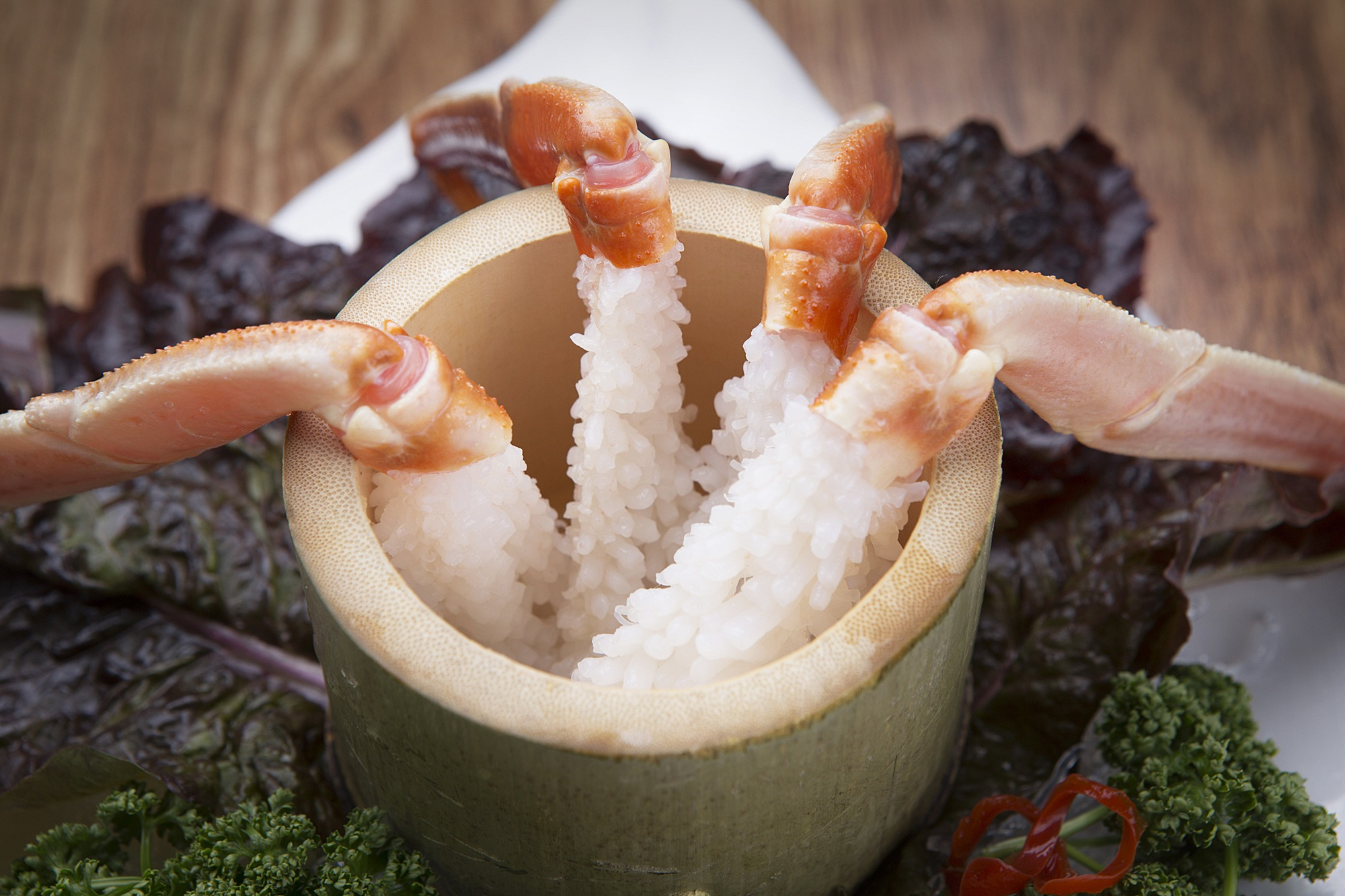
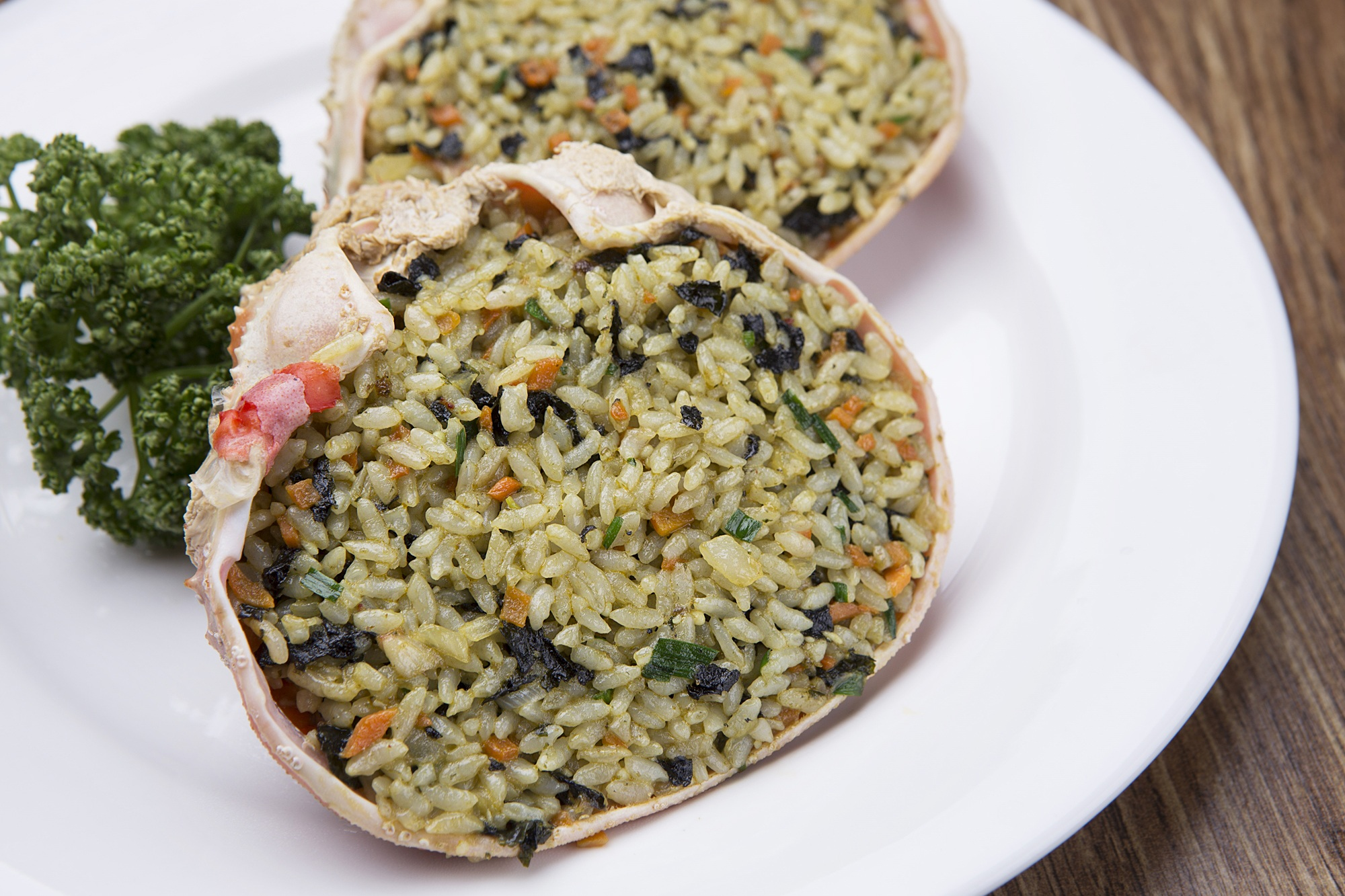

## 참고 문헌
- 이 문서에는 다음커뮤니케이션(현 카카오)에서 GFDL 또는 CC-SA 라이선스로 배포한 글로벌 세계대백과사전의 내용을 기초로 작성된 글이 포함되어 있습니다.